# Генрих I (маркграф Баден-Хахберга)
Генрих I Баден-Хахбергский (нем. Heinrich I. von Baden-Hachberg, до 1190—1231) — маркграф Бадена и титулярный маркграф Вероны (совместно с Германом V), основатель хахбергской линии Баденского дома.
Генрих I был вторым сыном маркграфа Германа IV и его жены Берты Тюбингенской (ум. 24.02.1169), дочери тюбингенского пфальцграфа.
Генрих, правивший изначально как маркграф Бадена и Вероны совместно со своим старшим братом Германом, как минимум, с 1212 года стал именовать себя маргкрафом Баден-Хахбергским (по выбранному в качестве резиденции замку), что говорит о формальном разделе отцовского наследства и об основании побочной линии Баденского дома. О его самостоятельном правлении сохранилось мало письменных источников, однако следует предполагать, что он был участником многочисленных и типичных для его времени территориальных споров, поскольку владения хахбергских маркграфов были сильно раздроблены.
В 1218 году — после смерти Бертольда V, последнего представителя основной линии Церингенов — Генрих I получил от императора Фридриха II ландграфство Брайсгау.

### Семья
Генрих I был женат на дочери графа Эгино IV Урахского и Агнес фон Церинген. Их дети:
- Генрих II (ум. 1297/1298) — маргкраф Баден-Хахберга
- Вернер — соборный каноник в Страсбурге
- Герман

Скончавшийся в 1231 году, Генрих I был похоронен в монастыре Тенненбах, находившемся под покровительством хахбергских маркграфов.